# Yale Egyetem
A Yale Egyetem amerikai magánegyetem New Haven városában, Connecticut államban. 1701-ben alapították Collegiate School néven. A Yale az USA harmadik legrégebbi felsőoktatási intézménye. Az egyetem címerén az egyetem mottója látható héber betűkkel: אורים ותמים (urim v'tumim), ami azt jelenti: fény és igazság. Az egyetem beceneve Elis (Elihu Yale után), míg hallgatóira a Yalies kifejezéssel szoktak utalni.
Itt tanult George H. W. Bush, majd a fia, George W. Bush elnökök, valamint Bill Clinton elnök és neje Hillary Clinton, Gerald Ford és William Howard Taft elnökök, John C. Calhoun, Dick Cheney, illetve JD Vance alelnökök, George Pataki kormányzó, Morris Swadesh nyelvész, a drámatagozatán pedig Meryl Streep színművész. Itt tanított Paul Wolfowitz (1970-1973), Grigorij Margulisz és Arthur Melvin Okun.

## Az egyetemalapítás
Az egyetem története egészen a 17. század kezdetére nyúlik vissza, a New Haven-i gyarmati kolónia megjelenéséig, melynek tagjai az Anglikán egyház elől menekülve jutottak el az Új Világba. Már az akkori spirituális vezetőben felvetődött és gyakran meg is fogalmazódott az igény és az elképzelés egy vallási alapokon működő oktatási intézmény létrehozatalára. Az egyetemi könyvtár alapkövének lerakása még 1656-ra datálódik, de az intézmény kezdetleges formában sem sokáig állhatott fenn, ugyanis II. Károly angol király 1665-ben felfüggesztette a működésüket, miután New Haven Connecticut–tal 1665-ben egyesülni kényszerült. Az egyetem újraszervezésére csaknem 35 évet kellett várni, de Davenport tiszteletes és tíz lelkésztársa kitartott nemes indíttatású céljaik mellett és 1700-ban közös felajánlásból megteremtették a kollégium működését biztosító anyagi bázist.
1701-ben New Haven – Hartford városával közösen – a gyarmat új fővárosa lett. A oktatási intézmény alapításának a híre kisvártatva eljutott magához a kormányzóhoz, aki azonnal támogatásáról biztosította az intézmény alapító atyáit. Az egyetem első rektorának (elnökének) Killingworth városának fő lelkészét – Abraham Piersont – választották. 1707-ben – Pierson halála után – az intézet új helyre került át, a közeli Saybrook városába, de utóbbi nem bizonyult megfelelő választásnak. 1716-ban ezért a minden szempontból legtekintélyesebb anyagi és szellemi támogatást maga mögött tudó New Haven városa lett immáron véglegesen az új tanintézmény székhelye. 1718-ban a gazdag londoni kereskedő és mecénás – Elihu Yale – nagy összegű anyagi és pénzügyi támogatást ajánlott fel az iskolának, amely így tiszteletből felvette a Yale College nevet. Az egyetem és egyben a város legeklatánsabb és leghíresebb épülete – a Connecticut Hall – New Haven egyik legrégebbi épületei közé tartozik. Az 1770-es években a zajló polgárháború New Haven-t sem hagyta érintetlenül. A brit hadosztályok ellen harcoló milíciák között nem is oly meglepő módon szép számmal előfordultak az egyetem első néhány évfolyamából kikerülő diákok is, akik az 1779 évi július 4-ei New Haven-i kikötőben felvonuló angol hajóhad ellen szálltak síkra.

## Fejlődése az 1800-as években
A Yale következő rektora – Timothy Dwight (1795–1817) – nagy hangsúlyt óhajtva fektetni a tudományosság elmélyítésére, Benjamin Sillimant – az akkori amerikai tudományos élet egyik legkiválóbb professzorát hívta meg a Yale Egyetem tanári karába. Silliman nem csupán a művészeti és tudományos oktatás színvonalát igyekezett világszínvonalúra emelni, hanem az orvosi fakultást is elindította 1810-ben. Az ország első művészeti galériája szintén az ő közreműködése révén jött létre 1832-ben. A Yale kimagasló volt a graduális képzésben ekkor, számos értelemben szinte egyedülállónak számított a kontinensen. Ez gyakorlatilag így maradt szinte a 19. század közepéig, mikor 1861-ben elsőként adományoztak doktori címet az Egyesült Államokban.
A teológiai és a jogi kar az 1820-as évek elején indult, s a Yale a század közepére úgyszólván a legnagyobb egyetemnek számított Észak-Amerikában. Ki kell emelni, hogy az egyetem nem csupán a már ismert fakultások színvonalas oktatásában jeleskedett, hanem már az 1880–as évekre speciális tanintézetek jöttek létre a keretein belül, úgy mint az archeológiai tanszék. Ez utóbbi egyik kiváló tanára volt Othniel Charles Marsh.
1887-ben az eredetileg Yale College nevét Yale Egyetem-re változtatta – ekkor a beiratkozott hallgatók száma már jóval meghaladta az 1000-et. 1892-ben a Yale elsőként engedélyezte nők számára az egyetemre történő beiratkozást. Nem sokkal a századforduló előtt – szintén egyedülálló módon – létrejött az önálló zeneművészeti kar. A képzésben résztvevők száma az 1900-as évek elejére már a 3000-et is elérte. Nem utolsóként, csaknem kizárólag családi adományokból alapították meg az ez időben úgymond unikumnak számító erdőmérnöki tanintézetet. A kimagasló oktatási tevékenység századok múltán is példaértékűnek számító jeles képviselői voltak többek közt a fizika oktatásban nagyra becsült Josiah Willard Gibbs, valamint az angol irodalom tekintélyes képviselője William Lyon Phelps.
Az egyetemi oktatás alapfilozófiája a századok során mindig is szabadelvűnek számított. A korábban a leginkább konzervatívnak számító karok – mint például az orvosi vagy a jogi kar – szintén már a 20. század elején lehetőséget adott a nők számára a képzésekben való részvételre. Olyannyira hogy az orvostudományi kar 1923-ban már külön ápolónői képzést indított. Az első díszoklevelet nők számára 1910-ben adományozták (lásd Jane Addams). Érdekes tény, hogy az egyetem teljesen koedukálttá csak 1969-ben vált.

## Az egyetemi campus bővülése[3]
A 19. század végén a régi campus terület jórészt négy fő komplexumra korlátozódott – a könyvtár, a kápolna, az egyetemi épület és a diák kollégium. Ennek ismertebb jellegzetességei voltak például a viktoriánus stílusban épült teológiai intézet – a Berkeley Oval épületegyüttes, valamint a régi tornacsarnok. Az egyetemi campus kibővítésének igénye már az első világháború alatt megfogalmazódott és rövid időn belül el is kezdődött. Az első nagyobb szabású építkezési beruházás 1921-ben fejeződött be, mely később a jól ismert Branford és Saybrook College néven vált ismertté. Az épület mögött a sokak által ismert és csodált, akkoriban a legmagasabb önálló torony építmény áll – a Harkness Tower – mely a város egyik leglátogatottabb nevezetessége volt.
A Yale-en J. R. Angell egyetemi rektor vezetése alatt nagymérvű oktatási reform zajlott le az egyetemen belül, mind a képzést, mind a tudományosságot tekintve. Az intézmény ekkor újfent nagy összegű magánadományban részesült, mindenekelőtt a Shearman&Sterling nemzetközi ügyvédi iroda (J. W. Sterling volt a Yale Egyetem egyik legfőbb mecénása), illetőleg a Harkness család részéről. A hatalmas adományból majdhogy nem teljes épületegyüttesek jöttek létre a campus területén, köztük új könyvtár és számos oktatási épület. A Sterling épületek egyik legismertebbike a Memorial Library, melyet 1930-ban adtak át.
1924-ben éppen Sterling és Harkness közbenjárása nyomán alapították meg a színművészeti iskolát, illetve az új művészeti galériát. Az ő terveik alapján a Yale vezetése elfogadta egy úgynevezett előkészítő kollégiumi rendszer létrehozását, mellyel még inkább hozzájárulni igyekeztek hogy a tanár–diák kapcsolatok és az évfolyamok közti hathatós együttműködéshez. Mindezeknek köszönhetően New Haven–t kevésbé rázta meg a nagy gazdasági világválság hosszantartó depresszív hatása a 30-as években.

## Yale Orvostudományi Kar
Az orvosi kar létrejöttét az 1710-es évek elejére (egyesek szerint 1701) teszik, amikor is az állami törvényhozás alapító okiratban fektette le az orvostudományi társasággal karöltve egy orvosi fakultás létrehozását. Bár maga a tanintézet formálisan 1813-ban – 4 oktató professzorral és 37 hallgatóval – már megindította a képzést, végleges intézményes formáját csak 70 évvel később nyerte el. Az orvosi képzés kezdetben csupán az akadémikus orvoslás területét ölelte fel, ám korán felvetődött a gyakorlati képzés szükségessége, így a New Haven-i kórházat csakhamar már mint klinikai létesítményt használták az egyetem oktatói és hallgatói. 1914-ben magán támogatásból egy alapot hoztak létre, melynek révén a New Haven-i városi kórház teljes egészében egyetemi klinikává lett. Mivel a Yale-nek erősen vallási indíttatású gyökerei vannak, nem csoda hogy kezdetben az orvosi hivatást gyakran az egyházi kötelékben szolgáló személyek gyakorolták. Az első orvosi diplomát 1723-ban adták át, mely egyben az amerikai egyetemek között is az első volt.  
Az egyetem rangos oktatási intézménnyé vált a 20. század első felében – itt elsősorban A. Flexner, M.C.Wintermitz és H. Harvey Williams Cushing munkásságát lehet kiemelni. Wintermitz az egyetem dékánja is volt 1920 és 1935 között és gyakorlatilag az ő oktatásfilozófiája és szellemisége hatotta át az orvosi képzést hosszú évtizedeken keresztül. Többek közt ő vezette be a hallgatók számára kötelezően előírt kutatási tevékenységet. Cushing – akit Amerika szerte mint az idegsebészet atyjaként tartanak számon – saját magánadományából gyarapította az egyetemi könyvtárat. Az intézet nem csupán az oktatás színvonalának állandó magas szinten tartásával emelkedett ki az egyetemek közül, hanem a kutatás-fejlesztés területén is kimagasló eredményeket ért el, különösképpen az 1950-es évektől kezdve napjainkig. Egyebek mellett itt végeztek elsőként röntgen–vizsgálatot az Egyesült Államok területén, az első sikeres penicillin kezelést illetve az első kemoterápiás eljárást szintén. Az elmúlt évek jelentős tudományos áttörései közül jó néhány szintén ehhez az intézményhez köthetők. A teljesség igénye nélkül ezek:
- az első transzgénikus egerek
- a protein folding mechanizmusa részleteinek feltárása (neurodegeneratív betegségek)
- veleszületett immunitás elméleti hátterének felfedezése
- az első megbízható módszer a korai autizmus azonosítására
- génmarkerek detektálása melyek összefüggnek genetikai betegségek kialakulásával (pl. Tourette-szindróma, diszlexia stb.)

Az egyetemi tanszék a 2000-es évek elején újabb nagymérvű innováción és infrastruktúra bővülésen esett át, többek között 2007-ben megnyílt az Amistad Őssejt-kutató Központ párhuzamosan a Vaszkuláris Biológiai Kutatóközponttal és az Immunológiai Intézettel. Ugyanebben az évben adták át a Yale Pozitronemissziós Tomográfiás Központot, melynek társintézménye a Smilow Onkológiai Centrum (2009).

## Teológiai Iskola
A Yale Teológiai Kar (YDS) története gyakorlatilag egyidős az Egyetemmel. A Yale College alapítói 1701-ben azt tűzték ki célul, hogy hallgatói a keresztény teológiai szolgálatra ugyanakkor társadalmi tevékenységre is felkészítést nyernek. Az egyetemi katedra már 1822-ben felállt, 1830-ban pedig külön campus létesült, mely a jelenlegi campus legrégebbi épületkomplexumát alkotja. A Sterling Teológiai Központ egy György korabeli épületegyüttes, mely 1932-ben nyitotta meg kapuit. Jelenleg a YDS egy felekezetek közötti, a keresztény tradíciókra épülő oktatási intézmény püspöki szemináriummal egybekötve.
Az iskola évfolyamai tanóráikat a kezdetekkor részint a kápolna épületében töltötték el, esetleg más kari intézetekben, majd 1830–ban a tanszék saját campus létrehozására kapott ígéretet. A YDS Timothy Dwight elnöksége alatt több, nagy összegű anyagi támogatásban részesült, ezzel az iskola mind anyagi mint szellemi értelemben új irányt volt képes venni. A rekonstrukciós munkálatok 1869-ben kezdődtek el, ekkor kezdték el építeni a Frederick Marquand támogatásából létrehozott, ma oly eklatáns Marquand Kápolnát (1871). A kivitelezések jórészt a századforduló egyik legismertebb amerikai építészének tervei alapján kezdődtek meg. Delano mindenekelőtt a Virginia-i Egyetem campusának elrendezését vette figyelembe és az ottani építészeti stílust próbálta New Haven-ben is alkalmazni. Az új épületegyüttest – eredeti nevén a Sterling Divinity Quadrangle-t – 1932-ben adták át. Ugyanebben az évben a YDS-ben engedélyezték női hallgatók felvételét a karra, mint bachelor hallgatók.

## Híres magyarok a Yale-en
- Havadtőy Sándor[4]
- Horváth Csaba (1964–?)[5]
- Lovász László (1993–1999) – professzor
- Szelényi Iván (1999–2010) – professzor
- Tamás Gáspár Miklós (1981 után) – vendégprofesszor